# Enrico Del Prato
Enrico Del Prato, né le 10 novembre 1999, est un footballeur italien qui joue au poste de milieu défensif pour le Parme Calcio 1913. 

## Carrière

### En club

#### Atalanta
Il est issu de l'académie de l'Atalanta et a commencé à jouer pour leur équipe des moins de 19 ans pendant la saison 2016-17. 
Dans la Serie A 2017-18  et 2018-19, il est appelé avec l'équipe senior à plusieurs reprises (y compris lors de la finale de la Coppa Italia 2019), mais reste sur le banc à chaque fois. 

#### Prêt à Livourne
Le 13 juillet 2019, il est prêté au club de Serie B de Livourne. 
Il fait ses débuts professionnels en Serie B pour Livorno le 24 août 2019 lors d'un match contre le Virtus Entella, remplaçant Andrea Luci (en) à la 74e minute. Il dispute son premier match complet comme titulaire le 24 septembre 2019 contre Cosenza .

### En sélection nationale
Del Prato est premièrement appelé pour représenter son pays en novembre 2016 avec l'équipe des moins de 18 ans. 
Il est ensuite sélectionné pour l'équipe italienne lors du Championnat d'Europe des moins de 19 ans de l'UEFA 2018, mais ne dispute aucune rencontre, l'Italie terminant deuxième de la compétition. 
Lors de la Coupe du Monde des moins de 20 ans 2019, il débute tous les matchs, à l'exception de celui de la phase de groupes contre le Japon, l'Italie terminant 4ème. 
Le 6 septembre 2019, il fait ses débuts pour les espoirs italiens lors d'un match amical contre la Moldavie. 